# Siripol Punpa
Siripol Punpa (* 9. September 1999) ist ein thailändischer Leichtathlet, der sich auf den Sprint spezialisiert hat.

## Sportliche Laufbahn
Erste internationale Erfahrungen sammelte Siripol Punpa bei den Südostasienspielen 2017 in Kuala Lumpur, bei denen er im 200-Meter-Lauf in 21,56 s Rang sechs belegte. Im Jahr darauf nahm er an den Juniorenasienmeisterschaften in Gifu teil und schied dort mit 22,91 s bereits im Vorlauf aus. Ende August nahm er erstmals an den Asienspielen in Jakarta teil und war dort im Vorlauf Teil der 4-mal-100-Meter-Staffel, die später im Finale Rang sechs belegte. 2019 siegte er mit der Staffel in 38,99 s bei den Asienmeisterschaften in Doha und gelangte über 100 Meter bis in das Halbfinale, in dem er mit 11,19 s ausschied. Anschließend gelangte er bei der Sommer-Universiade in Neapel über 100 Meter bis in das Halbfinale und schied dort mit 10,56 s aus, während er mit der Staffel im Vorlauf disqualifiziert wurde. Zuvor schied er bei den World Relays in Yokohama mit 38,82 s im Vorlauf aus. Anfang Dezember gewann er bei den Südostasienspielen in Capas in 20,78 s die Silbermedaille hinter seinem Landsmann Chayut Khongprasit und siegte in der Staffel mit 39,27 s und 2022 siegte er in 3:19,29 min mit neuem Spielerekord in der Mixed-Staffel bei den Südostasienspielen in Hanoi.
In den Jahren 2020 und 2021 wurde Punpa thailändischer Meister im 100-Meter-Lauf sowie 2020 auch über 200 Meter und in der 4-mal-100-Meter-Staffel.

## Persönliche Bestleistungen
- 100 Meter: 10,45 s (0,0 m/s), 18. Mai 2019 in Bangkok
- 200 Meter: 20,76 s (+0,2 m/s), 25. Juli 2019 in Erzurum